# باهابون دي إسجويفا
بلدية باهابون دي إسجويفا (بالإسبانية: Bahabón de Esgueva)‏، هي إحدى بلديات مقاطعة برغش، التي تقع في منطقة قشتالة وليون، والتي تقع في شمال غرب إسبانيا.
يبلغ عدد سكانها 136 نسمة وفقاً لإحصائية سنة (2002).